# Comuna Potik, Kozova
Potik (în ucraineană Потік) este o comună în raionul Kozova, regiunea Ternopil, Ucraina, formată din satele Potik (reședința) și Senkiv.

## Demografie
Componența lingvistică a comunei Potik
     Ucraineană (99,84%)
     Alte limbi (0,16%)
Conform recensământului din 2001, majoritatea populației comunei Potik era vorbitoare de ucraineană (99,84%), existând în minoritate și vorbitori de alte limbi.